# Ilsfelder Holzmarkt
Der Ilsfelder Holzmarkt ist ein Volksfest in Ilsfeld im Landkreis Heilbronn im nördlichen Baden-Württemberg, das als Jahrmarkt seit 1521 belegt ist und eine sehr viel ältere Tradition hat. Die Veranstaltung findet jährlich am letzten Augustwochenende statt.

## Geschichte
Die Entstehung des Ilsfelder Holzmarktes geht auf die zentrale Rolle des aus einem fränkischen Königshof entstandenen Ilsfeld und der von dort aus erfolgten Rodung und Besiedlung des Umlandes zurück. Ein Marktrecht scheint in Ilsfeld seit jeher bestanden zu haben, als Marktfläche werden bereits im Jahr 1300 die zum Herrenhof gehörigen Hofäcker am nordöstlichen Rand des Ortes genannt. Das im Schwäbisch-Fränkischen Wald geschlagene Holz fand Käufer aus den waldarmen Gebieten des Schozachtals, Neckartals, Weinsberger Tals und des Zabertals. Erstmals erwähnt wurde der Holzmarkt in einem Lagerbuch aus dem Jahr 1521, wo es heißt, dass der Markt damals bereits von alther also gehalten sei.
Veranstalter war von Anbeginn die Gemeinde Ilsfeld, während die Besitzer des Herrenhofes (erst der Ortsadel, ab 1300 der Johanniterorden, nach 1806 Privatbesitz) den Marktbetrieb auf den Hofäckern zu dulden hatten. Der Markt wurde ursprünglich am Bartholomäustag abgehalten. Bartholomäus ist der Patron der Ilsfelder Kirche, an seinem Namenstag am 24. August sind außerdem die als Marktfläche benötigten Äcker üblicherweise schon abgeerntet. Außer dem eigentlichen Holzmarkt umfasste der Markt bereits im Mittelalter auch einen Krämermarkt sowie nach Ende des eigentlichen Marktbetriebs verschiedene Vergnügungen. Im Lauf der Zeit wurde der Markt um einen Tag vorverlegt und dann mit der am eigentlichen Bartholomäustag begangenen Kirchweihe verbunden. Später wählte man als Veranstaltungstermin aus pragmatischen Gründen jeweils das letzte Augustwochenende, wobei der eigentliche Marktbetrieb auch auf den Kirchweihsonntag und den anschließenden Montag ausgeweitet wurde.
Typische Waren des Marktes waren Bauholz, Weinbergstickel, Dielen, Brett, Holzkübel, Fässer, Backmulden und Nudelbretter.
Der Markt fand bis auf Unterbrechungen durch Kriegszeiten alljährlich statt. Nach dem Zweiten Weltkrieg wurde der Markt 1948 wiederaufgenommen. Als der Reitsport in Ilsfeld an Bedeutung gewann, wurden in der Mitte der 1950er Jahre erstmals die später zu einer Hauptattraktion gewordenen Holzmarktspiele mit heimatgeschichtlichen Vorführungen aus der Arbeitswelt der Waldarbeiter und Weinbauern mit großer Reiterbeteiligung initiiert. 1959 war der Holzmarkt mit 120 Holzbauern aus sieben Landkreisen die größte Holzmesse des Unterlandes. 1971 wurde aus Anlass des 450-jährigen Bestehens ein großes Marktjubiläum mit Festzug begangen.
In den 1970er Jahren nahm der Anteil an Holzbauern unter den Ausstellern stark ab, während vorerst der angeschlossene Krämermarkt den größten Teil des Marktes bildete. Die Veranstaltungsfläche verlagerte sich bis 1976 etwas nach Osten, nachdem der westliche Teil der angestammten Fläche mit Schul- und Veranstaltungszentren überbaut worden war und die Gemeinde einen Teil des umliegenden Geländes erwarb. In den 1980er Jahren nahm der Markt mit einem gesteigerten Unterhaltungs- und Verköstigungsprogramm den Charakter eines Volksfests an. Seit 1988 bildet ein Festzelt den Mittelpunkt des Festgeschehens. Während der COVID-19-Pandemie wurde der Holzmarkt für drei Jahre ausgesetzt.

## Weblink
- Offizielle Website